# Григорівське (Запорізький район)
Григо́рівське — село в Україні, у Комишуваській селищній громаді Запорізького району Запорізької області. Населення становить 162 осіб. До 2016 орган місцевого самоврядування — Комишуваська селищна рада.

## Географія
Село Григорівське знаходиться на відстані 2 км від села Шевченківське та за 2,5 км від села Тарасівка. Поруч проходить автомобільна дорога Н08.
Відстань до м. Оріхів становить 37 км і проходить автошляхом Н08.

## Історія
1770 — дата заснування.
7 (20) листопада 1917 року, відповідно до Третього Універсалу Української Центральної Ради, увійшло до складу Української Народної Республіки.
Площа населеного пункту с. Григорівське становить 38,9 га. Населення станом на 01.01.2011 року становить 142 чоловіка, а кількість дворів — 64. День села святкується 19 вересня.
12 червня 2020 року, відповідно до Розпорядження Кабінету Міністрів України від № 713-р «Про визначення адміністративних центрів та затвердження територій територіальних громад Запорізької області», увійшло до складу Комишуваської селищної громади.
19 липня 2020 року, в результаті адміністративно-територіальної реформи та ліквідації Оріхівського району, село увійшло до складу Запорізького району.

## Населення

### Мова
Розподіл населення за рідною мовою за даними перепису 2001 року:
| Мова            | Відсоток |
| --------------- | -------- |
| українська      | 94,44%   |
| російська       | 4,94%    |
| інші/не вказали | 0,62%    |